# Rhizophydium collapsum
Rhizophydium collapsum är en svampart som beskrevs av Karling 1964. Rhizophydium collapsum ingår i släktet Rhizophydium och familjen Rhizophydiaceae.   Inga underarter finns listade i Catalogue of Life.